# Pradinàs
Pradinàs (en francès Pradinas) és un municipi francès situat al departament de l'Avairon i a la regió d'Occitània.

## Demografia
| 1962                                       | 1968 | 1975 | 1982 | 1990 | 1999 |
| ------------------------------------------ | ---- | ---- | ---- | ---- | ---- |
| 568                                        | 622  | 583  | 508  | 420  | 389  |
| Des de 1962: població sense dobles comptes |      |      |      |      |      |

## Administració
| Període   | Identitat            | Partit |
| --------- | -------------------- | ------ |
| 2001-2008 | Gérard Roques-Rogery |        |
| 2008-     | Christian Chincholle |        |